# Basket Playoff
Basket Playoff o Basket Play-Off è un videogioco di pallacanestro, d'azione in campo e manageriale, pubblicato nel 1992 per Commodore 64 e MS-DOS dalla Simulmondo.

## Modalità di gioco
Si può affrontare un campionato o un torneo a eliminazione diretta (partendo dai quarti, semifinali o finale) con fino a quattro giocatori umani. Ogni giocatore gestisce una squadra economicamente e la controlla in azione; due giocatori possono agire simultaneamente in campo quando le loro squadre si incontrano.
Si hanno a disposizione numerose squadre e cestisti, con nomi di fantasia, a volte di personaggi celebri non attinenti alla pallacanestro. Ogni cestista è caratterizzato dal proprio ritratto e da quattro statistiche (resistenza, abilità nel piazzamento, tiro, velocità), rappresentate da barre di lunghezza variabile. Il valore economico del cestista è proporzionato all'abilità complessiva.
Nei menù e nella fase manageriale l'interfaccia è basata su icone ed etichette azionate da un puntatore. La propria squadra deve essere costituita acquistando dieci cestisti, con un budget iniziale limitato. I cinque che entrano in partita sono selezionabili di volta in volta mentre gli altri sono riserve. Tra una partita e l'altra si può effettuare compravendita e a volte si riceve un'offerta da uno sponsor, sulla quale si può contrattare. Nella versione DOS si possono anche definire in dettaglio tre schemi di disposizione dei cestisti in campo.
In partita il campo è visto dall'alto, disposto in orizzontale, con scorrimento orizzontale e verticale dell'inquadratura. Il cestista attualmente controllato dal giocatore lampeggia e non è selezionabile manualmente. Nel caso dei tiri da fuori area appare una freccina per la mira manuale. A gioco fermo, su Commodore 64 si può impostare quali cestisti giocano come centrale e come ala, mentre in DOS si può impostare lo schema.
Nella versione Commodore 64 c'è anche la possibilità di modificare liberamente nomi e statistiche dei giocatori, facendo però cambiare di conseguenza il loro prezzo, e salvare su disco o nastro la nuova configurazione. Sempre su Commodore 64, nella schermata di selezione giocatori è presente un curioso elemento decorativo, due donne in pose provocanti che possono essere spogliate cliccandoci sopra.